# Полин Обам-Нгема
Полин Обам-Нгема (на френски: Paulin Obame-Nguema; 1934 – 2023) е габонски политик (министър-председател, министър, депутат).
Той е министър-председател на Габон от 2 ноември 1994 до 23 януари 1999 година. Подава си оставката през юни 1996 и януари 1997 г., но президентът Омар Бонго не я приема.
Избиран е за депутат в Националното събрание на Габон (1996, 2001, 2006). Заема длъжността държавен миистър на общественото здравеопазване, населението и социалните въпроси (1999 – 2001).